# Heinrich von Witzleben-Alt-Doebern
Heinrich Hartmann Friedrich Graf von Witzleben-Alt-Doebern (* 13. April 1854 in Magdeburg; † 22. Dezember 1933 in Strahwalde); Herr auf Reddern, Gräbendorf, Laasdorf, Göritz, Casel, Illmersdorf und Muckwar, war ein preußischer Unternehmer und Politiker.

## Leben
Graf Witzleben stammte aus dem thüringischen Uradelsgeschlecht von Witzleben und war der Sohn des Wirklichen Geheimen Rats und Oberpräsidenten der preußischen Provinz Sachsen Hartmann von Witzleben (1805–1878) und der Gräfin Marie zu Solms-Baruth (1823–1910).
Er studierte Rechtswissenschaften an der Ruprecht-Karls-Universität Heidelberg. Dort war er, wie viele Witzlebens, Mitglied des Corps Saxo-Borussia und wurde zum Doktor der Rechte promoviert. Sein damaliger Wohnsitz, um 1881, war als Leutnant d. R. des 12. Husaren-Regiments das Gut Reddern.
Graf Witzleben war ein persönlicher Freund Kaiser Wilhelms I., für den er auf Schloss Altdöbern bedeutende Feste gab, und Vertrauter Kaiser Wilhelms II. 1886 wurde Witzleben von Wilhelm I. in den erblichen Grafenstand erhoben.

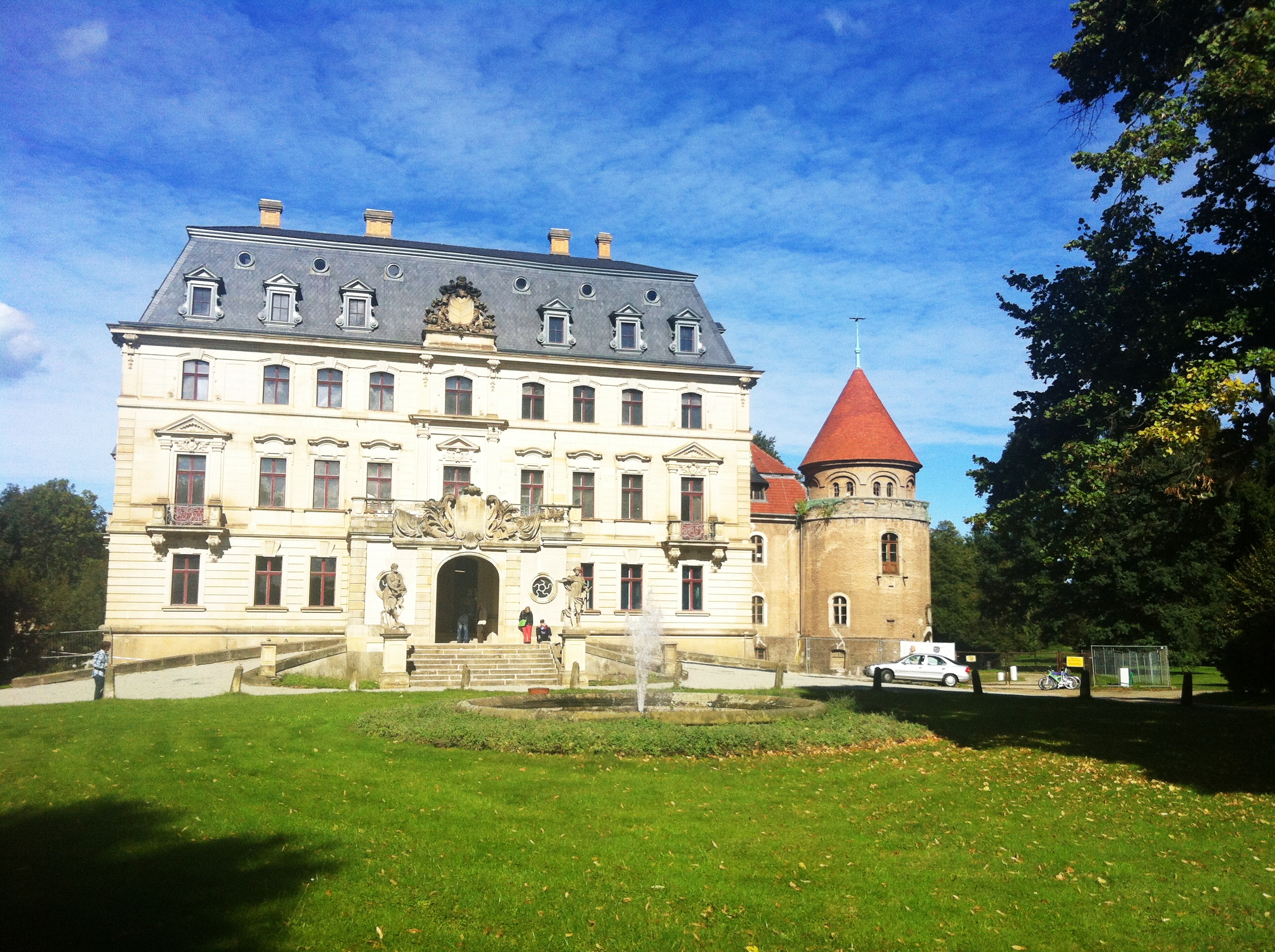
Schloss Altdöbern

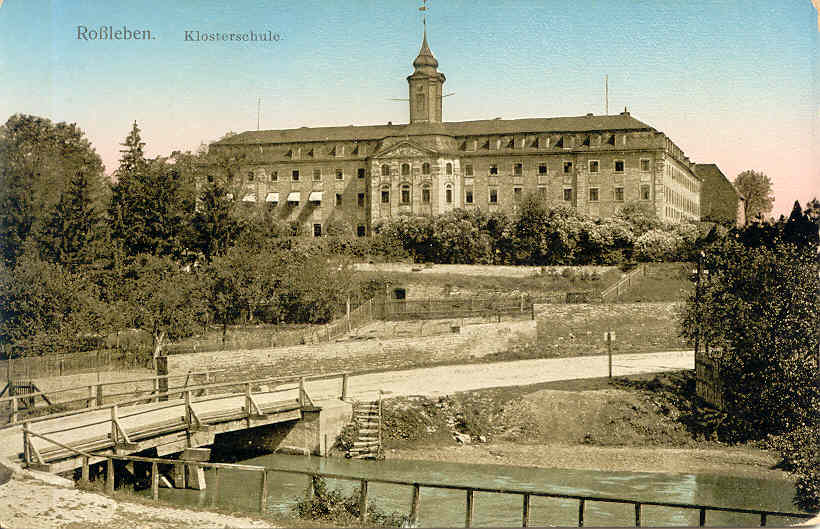
Klosterschule Roßleben (um 1905), der Witzleben als Erbadministrator vorstand.

Er erwarb 1880 Schloss Altdöbern, vormals im Besitztum der von Arenstorff'schen Erben zu Drebkau, das er samt Park und Brauerei (Brauerei „Graf von Witzleben-Alt-Doebern“) von 1880 bis 1905 grundlegend umbaute, um es zu einem fürstlichen, dem Stand seiner Frau entsprechenden Sitz zu machen. Er kaufte gut situiert auch eine Reihe weiterer Güter an, so Reddern, Gräbendorf, Laasdorf, Lug, Göritz, Casel, Illmersdorf und Muckwar. 1894 finden Graf Witzleben und seine Ehefrau Erwähnung im Jahrbuch der Millionäre, ohne nähere pekuniäre Angaben.
Er stiftete das Johanniterkrankenhaus zu Altdöbern und ermöglichte die kostenlose Erziehung aller Witzlebens in der familieneigenen Klosterschule Roßleben, der er als Erbadministrator um 1906 vorstand.
Ab 1905 war er Mitglied des Preußischen Herrenhauses. 
Die Gutsherrschaft um Altdöbern veräußerte Graf Witzleben nach dem Erkenntnisstand der Forschungen um die Sammlung von Alexander Duncker zwischen 1914 und 1917. Im Güteradressbuch Brandenburg von 1914 ist er noch als Eigentümer derselben und als stellvertretender Vorsitzender der Landesdeputation des Markgrafentums Niederlausitz mit Sitz in Lübben aufgeführt. Der Kunsthistoriker Udo von Alvensleben schrieb in seinem später veröffentlichten Tagebuch: „Alt-Döbern, ein großer Besitz, von Graf Witzleben durch berühmt gewordene Extravaganzen zugrunde gewirtschaftet. Er ließ angeblich im Walde ganze Alleen illuminieren. Das Barockschloss wurde von ihm unmöglich umgebaut. Der Park ist schön.“
Witzlebens gesellschaftliche Reputation blieb trotz der Scheidung von seiner zweiten Ehefrau Frida Himmer 1928 erhalten. Er konnte im Johanniterorden verbleiben, in dem er bereits 1885 als Ehrenritter aufgenommen und dann 1896 Rechtsritter wurde. Entsprechend der Gesamtliste der Kongregation vom Frühjahr 1931 war sein Wohnsitz mit Schloss Nieder-Strahwalde bei Herrnhut angegeben, wo er wohl als Mieter wohnte und 1933 starb.

## Familie
In erster Ehe heiratete Graf Witzleben am 19. Mai 1883 in Neuhoff Marie Prinzessin Reuß zu Köstritz-Neuhoff (1860–1914) und nach deren Tod am 5. September 1916 seine zweite Frau Frida Himmer (1885–1969), von der er 1928 geschieden wurde.
Kinder aus der ersten Ehe:
- Hilde (* 1884) ⚭ 1903 Carl Graf zu Stolberg-Wernigerode († 1934), gesch. 1919
- Anna (* 1888)
- Helene (1894–1989)